# Hissjön, Västerbotten
Hissjö sjön är en sjö i Umeå kommun i Västerbotten och ingår i Tavelåns huvudavrinningsområde. Sjön är 15,6 meter djup, har en yta på 0,489 kvadratkilometer och är belägen 83 meter över havet. Vid provfiske har bland annat abborre, gädda, mört och nors fångats i sjön.

## Delavrinningsområde
Hissjö sjön ingår i det delavrinningsområde (709985-171423) som SMHI kallar för Vid Q i Län punkt. Medelhöjden är 116 meter över havet och ytan är 36,4 kvadratkilometer. Räknas de 4 avrinningsområdena uppströms in blir den ackumulerade arean 99,08 kvadratkilometer. Tavelån som avvattnar avrinningsområdet har biflödesordning 2, vilket innebär att vattnet flödar genom totalt 2 vattendrag innan det når havet efter 33 kilometer. Avrinningsområdet består mestadels av skog (70 procent). Avrinningsområdet har 0,55 kvadratkilometer vattenytor vilket ger det en sjöprocent på 1,5 procent. Bebyggelsen i området täcker en yta av 0,6 kvadratkilometer eller 2 procent av avrinningsområdet.

## Fisk
Vid provfiske har följande fisk fångats i sjön:
- Abborre
- Gädda
- Mört
- Nors
- Regnbåge